# Odusia
Odusia ist der Titel eines literarischen Werks des römischen Dichters Livius Andronicus. Das Epos ist als Übersetzung der griechischen Odyssee Homers konzipiert. Von dem Werk sind nur wenige Bruchstücke überliefert, die meist in Saturniern verfasst sind. Wenige Fragmente im daktylischen Hexameter, dem klassischen Versmaß der Epik, werden von der Forschung als spätere Ergänzungen interpretiert.
Die Odusia bietet einen gerafften, stark romanisierten Stoff um die Irrfahrten des Odysseus und ist das erste große Werk der römischen Literatur. Während in der älteren Forschung die These vertreten wurde, dass die Übersetzung für den Schulunterricht konzipiert und bestimmt war, wird sie heute (vor allem nach Jörg Rüpke) im Adelsmilieu verortet. Sie soll nach Rüpke zum mündlichen, auszugsweisen Vortrag beim Bankett bestimmt gewesen sein und Odysseus als Identifikationsfigur des Adels präsentieren.